# 진해소방서
진해소방서(鎭海消防署)는 경상남도 진해시(현 창원시 진해구)의 소방 업무를 담당하기 위해 설립된 경상남도 소방본부 소속기관으로 진해소방서장은 지방소방정으로 보한다. 경상남도 진해시 백구로 72번지(구 진해시 대흥동)에 위치하고 있었으나 2012년 1월 창원시 소방본부가 출범함에 따라 폐지되었다.

## 연혁[2]

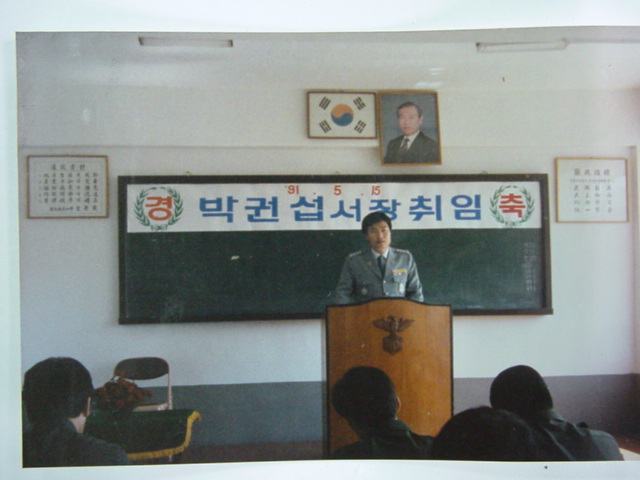
1991년 박권섭 소방서장 취임식

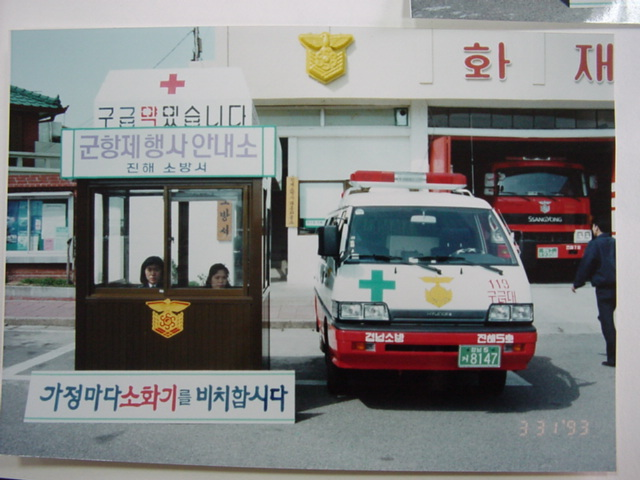
1993년 진해소방서 입구

- 1945년 11월 10일: 진해의용소방대 발족
- 1946년 11월 1일: 진해소방서 설치
- 1955년: 진해소방서 폐지[3]
- 1976년 2월: 진해소방서 재설치[4]
- 2012년 1월: 창원시 소방본부 발족과 함께 폐지

## 논란

### 소방서 청사 이전 문제
창원시 진해구 백구로 72번지(구 진해시 대흥동)에 위치한 진해소방서 청사는 지난 1976년에 건립돼 35년 간의 세월 동안 낡고 손상된 부분이 적지 않는데다 장비와 인력을 운용함에 있어 턱없이 좁은 면적이어서 이전이 불가피한 상태이다. 이에 따라 박완수 창원시장이 2010년 8월 진해구 방문 시 소방청사 부지와 관련한 진해소방서장과의 협의 과정에서 긍정적인 검토를 약속했으나 이것마저도 타 용도에 사용할 것이라는 등 사정이 여의치 못한 것으로 알려져 제자리를 맴돌고 있을 뿐이다.

### 불법 건축물 논란
건축한 지 30년이 지난 진해소방서는 늘어나는 장비와 인력을 수용하기 위해 임시 건축물을 설치해 사용하고 있었다. 하지만 소방서 상황실은 도시계획법상 방화지구로 지정돼 있어 샌드위치 패널로 만들어진 건축물이라 허가를 받지 못한 불법 건축물이다. 이에 대해 소방서 관계자는 낡은 청사를 수선할 예산이 부족해 어쩔 수 없었다고 말했다.